# هربرت مكماستر
هربرت رايموند مكماستر (بالإنجليزية: Herbert Raymond McMaster)‏ هو ضابط عسكري برتبة فريق في الجيش الأمريكي والمستشار السابق في الأمن القومي للرئيس الأمريكي دونالد ترامب الذي عينه في يوم 20 فبراير 2017 بعد استقالة مايكل فلين ولد في يوم 24 يوليو 1962 في مدينة فيلادلفيا في الولايات المتحدة، خدم في الجيش الأمريكي وشارك في حرب الخليج الثانية وحرب العراق وحرب أفغانستان وقد نال عدة ميداليات وأوسمة جراء خدماته. وقد ألف مكماستر كتاب التقصير في الواجب والذي إنتقد فيه دخول الولايات المتحدة في حرب فيتنام.

## روابط خارجية
- هربرت مكماستر على موقع مونزينجر (الألمانية)